# Neuroloog
Een neuroloog of neurologe is een arts, die als medisch specialisme de neurologie heeft en daarin bezig is met de werking en ziekten van spieren, zenuwen, ruggenmerg en de hersenen. Een neuroloog stelt diagnoses en geeft een behandeling. In ieder ziekenhuis in Nederland zijn een of meer neurologen werkzaam. 
Bekende neurologen zijn onder andere:
- Alois Alzheimer
- Roger Bannister
- Vladimir Bechterev
- Korbinian Brodmann
- Jean-Martin Charcot
- Jules Cotard
- Hans Gerhard Creutzfeldt
- Guillaume-Benjamin Duchenne
- Alfons Maria Jakob
- Aleksandr Loeria
- Kurt Goldstein
- Benjamin Libet
- Georges Gilles de la Tourette
- Oliver Sacks
- Carl Wernicke
- Sigmund Freud

Vanuit het Nederlandstalig taalgebied en internationale erkenning:
- Jan Gybels
- Marjo van der Knaap